# Neugriechische Literatur
Die neugriechische Literatur ist die auf der byzantinisch-griechischen Volkssprache bzw. auf dem modernen Neugriechisch basierende Literatur, die sich in den von Griechen besiedelten Regionen des Osmanischen Reichs nach dem Fall Konstantinopels herausgebildet hat. Seit der Unabhängigkeit 1829 ist sie die Nationalliteratur Griechenlands und Literatur der in der Diaspora lebenden Griechen.

## Vom Fall Konstantinopels bis zur griechischen Unabhängigkeit
Nach dem Fall Konstantinopels entstanden immer weniger Werke in attizistischem Griechisch, während mindestens seit dem 11. Jahrhundert Volksliteratur schon in gesprochener Sprache verfasst wurde. Im Allgemeinen wird das 15./16. Jahrhundert als Übergangszeit zwischen byzantinischer (mittelgriechischer) und neugriechischer Literatur angesehen. Dieser Prozess lief in den von Venedig beherrschten Inseln schneller als auf dem türkisch beherrschten Festland, das stärker unter dem Einfluss der Orthodoxie stand. Das erste Werk in neugriechischer Sprache wurden 1509 in Venedig gedruckt.
In den noch nicht von den Türken besetzten Gebieten, z. B. auf dem Dodekanes, auf Zypern und auf Kreta, blühte unter der Herrschaft der Venezianer eine vielfältige Literatur, die im 16./17. Jahrhundert mit dem kretischen Theater einen Höhepunkt fand (Erofili von Georgios Chortatzis um 1600). In Kreta ragt ferner die im lokalen Dialekt („Kretisches Griechisch“, κρητική διάλεκτος) verfasste, 10.000 byzantinische  Fünfzehnsilbler umfassende gereimte Liebesdichtung Erotokritos (um 1610, gedruckt 1713) des Vitsentzos Kornaros hervor. Kornaros wird auch das Mysterienspiel Das Opfer Abrahams zugeschrieben. Charakteristisch waren die Mantinades (von venezianisch: matinada, „Morgenlied“) gereimte, oft improvisierte, von der Lyra oder Laute und auch vom Tanz begleitete Rezitationen mit fünfzehnsilbigen Versen. Themen waren meist Liebe oder Spott.
Die Prosa war hingegen eher eine Sache des türkisch beherrschten Festlandes; hier lebten spätbyzantinische Formen wie die Weltchronik weiter, wobei allmählich ein Übergang zur Volkssprache erfolgte, die von griechischen Gelehrten im 18. Jahrhundert in den Donaufürstentümern (an den Fürstenhöfen in Bukarest und Iași, der „Wiege der rumänischen Kultur“) auch als Wissenschaftssprache eingeführt wurde. Die römisch-katholische Kirche und die westeuropäische Reformation hinterließen weitere Spuren in Form eines orthodoxen Humanismus. Mit Rigas Velestinlis (hingerichtet 1798) setzte unter dem Einfluss der Französischen Revolution am Ende des 18. Jahrhunderts eine patriotische Dichtung ein, die das ganze 19. Jahrhundert prägte.

## Das 19. Jahrhundert: Irrwege der Kunstsprache
Nach der Befreiung Griechenlands von der ottomanischen Herrschaft machte sich der griechische Sprachdualismus verstärkt bemerkbar, der bereits auf die Zeit Alexander des Großen zurückging (Schwund der Vokallänge, grammatische und syntaktische Vereinfachung). Adamantios Korais schuf ein von Vulgarismen und türkischen Fremdworten gereinigtes gehobenes Griechisch (Katharevousa), die sich jedoch vom gelehrten attizistischen Griechisch unterschied. Dazwischen gab es eine Anzahl von Abstufungen.
Anfang des 19. Jahrhunderts wurden im Ausland zuerst die mündlich überlieferten Volkslieder bekannt, die in Deutschland von Werner von Haxthausen und Wilhelm Müller begeistert gesammelt wurden. Auch Goethe versuchte sich an ihrer Übersetzung. Die meisten griechischen Autoren schrieben nach der Befreiung jedoch in der Kunstsprache, was zu langatmigen rhetorischen Texten führte. Werke von Dichtern wie des von den Ionischen Inseln stammenden Dionysios Solomos, der die Werke der deutschen Romantik für sein Land entdeckte und den Text der griechischen Nationalhymne schuf. Die Schriften der liberal-aufgeklärten Gelehrten in den Donaufürstentümern, die in der lebendigen Volkssprache (Dimotiki) schrieben, wurden von den konservativ-elitären Dichtern patriotischer Oden wie Andreas Kalvos missachtet, da diese die Dimotiki als Sklavensprache betrachteten. Ein weiterer wichtiger Verfechter der Hochsprache war Alexandros Rizos Rangavis (Rhankaves). Dieses Bildungsprogramm erwies sich freilich als Sackgasse. Zur nationalen Identitätsbildung trugen eher die Werke des Historikers Konstantinos Paparrigopoulos bei, der versuchte, sowohl an die antike Geschichte anzuknüpfen als auch das stärker im Bewusstsein der Bevölkerung verankerte Erbe des orthodoxen Byzanz zu bewahren. Der Politiker Spyridon Trikoupis verfasste in den 1850er Jahren das Standardwerk zur Geschichte der griechischen Revolution.

## 1888 bis 1930: Der Siegeszug der Volkssprache
Seit etwa 1880 wurde mit dem Romantizismus und der Neubewertung der Volkslieder, die zuerst in Westeuropa gesammelt wurden, die Volkssprache neu entdeckt. Wegweisend für die Generation der 1880er war das Buch To taxidi mu („Meine Reise“, 1888) des in Odessa geborenen Ioannis Psycharis; es führte gleichsam zu einer Sprachrevolution. Die Dimotiki setzte sich allerdings in der Dichtung schneller durch als in der Prosa. Dafür stehen vor allem das umfangreiche und ausdrucksstarke lyrische Werk des einflussreichen Kostis Palamas, der eine neuartige Metrik einführte, sowie die Lyrik von Angelos Sikelianos, der auch versuchte, die antike Dramaturgie wieder zu beleben.

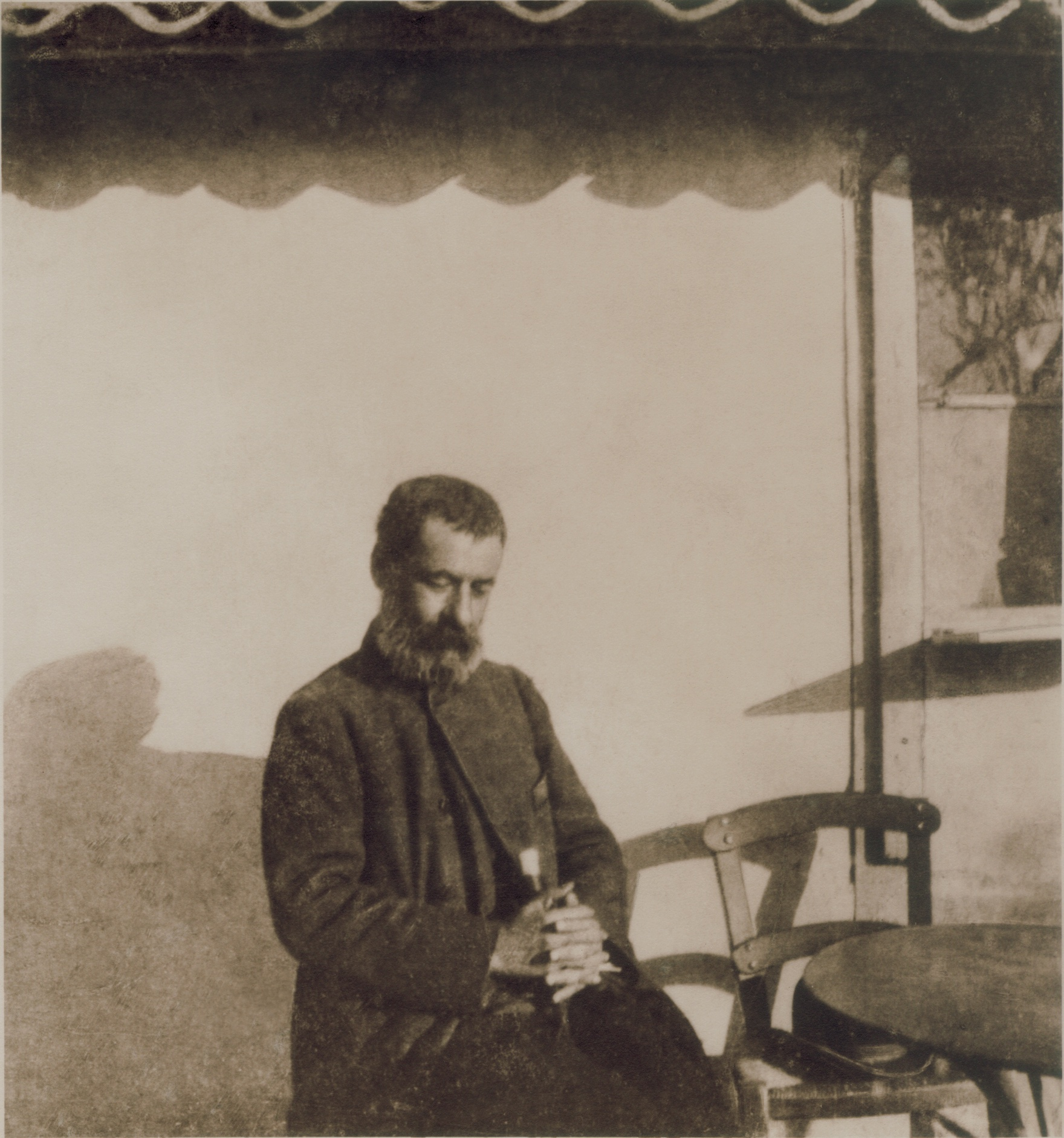
Alexandros Papadiamantis, 1906

Im Folgenden entwickelten sich alle literarischen Richtungen, die auch im übrigen Europa vertreten waren: Realismus, Naturalismus, später Symbolismus, Parnassiens, sozialistischer Arbeiterroman, Surrealismus, existenzialistische Prosa. Im Vordergrund der Epik standen zunächst Genreerzählungen aus dem Leben der ländlichen Bevölkerung. Sie tragen stark regionalistische Züge. In gemäßigt antikisierender Katharevousa mit hohem literarischen Anspruch, den er freilich nicht immer erfolgreich realisieren konnte, schrieb Alexandros Papadiamantis aus Skiathos drei Romane und 170 Erzählungen (darunter die bekannteste: „Die Mörderin“), die meist in seiner Heimat spielen. Ebenfalls aus Skiathos stammt sein Cousin Alexandros Moraitidis, der ähnliche Themen behandelte. Georgios Vizyinos (Bizyinos) aus Ostthrakien schuf neben Lyrik die ersten Charakterdarstellungen. Andreas Karkavitsas vom Peloponnes schließt in seinen Schilderungen des Seefahrerlebens sowohl an den Naturalismus Émile Zolas als auch an die phantastische Romantik E. T. A. Hoffmanns oder Gogols an.
Nach dem verlorenen Krieg 1897 sahen Palamas und andere Autoren ihre Aufgabe darin, der griechischen Nation das verlorene Selbstvertrauen zurückzugeben. Das stärkte die Position der „Dimotizisten“. Konstantinos Chatzopulos aus Ätolien, der lange in Deutschland lebte, war Romanautor und Lyriker mit symbolistischer Grundhaltung. Er zeigte, dass sich klassische Texte wie Goethes Iphigenie und den Faust in die Dimotiki übersetzen lassen, interessierte sich aber auch für den deutschen Sozialismus und begründete den Typ der sozialkritischen Erzählung, durch die auch Konstantinos Theotokis hervortrat. Dem Symbolismus verpflichtet war auch der aus Arkadien stammende Lyriker Kostas Karyotakis. Als der bedeutendste griechischsprachige Lyriker der levantinischen Diaspora gilt Konstantinos Kavafis (1863–1933) aus Alexandria. Sein etwa 150 Gedichte umfassendes Werk ist vom Dekadenzbewusstsein der hellenistischen, römischen und byzantinischen Welt geprägt. In Buchform wurden seine lakonischen, äußerst verdichteten Poeme erst posthum 1935 herausgegeben (dt.: „Gedichte“, 2021).

## Generation von 1930: Anschluss an die Moderne
Die Generation der 30er Jahre (γενιά του ’30), also der Autoren, die erstmals zwischen 1930 und 1940 veröffentlichten, waren geprägt von der Niederlage im Griechisch-Türkischen Krieg 1919–1923. Sie schufen die sprachlichen Formen der modernen Literatur Griechenlands und distanzierten sich weiter von der Katharevousa; einige ihrer Vertreter sind vom Surrealismus (so Andreas Embirikos und Nikos Engonopoulos) oder vom Neorealismus beeinflusst. Kennzeichnend für die Phase sind eine schlichtere Sprache, eine Vereinfachung und Entrümpelung des umfangreichen Wortschatzes von Palamas.

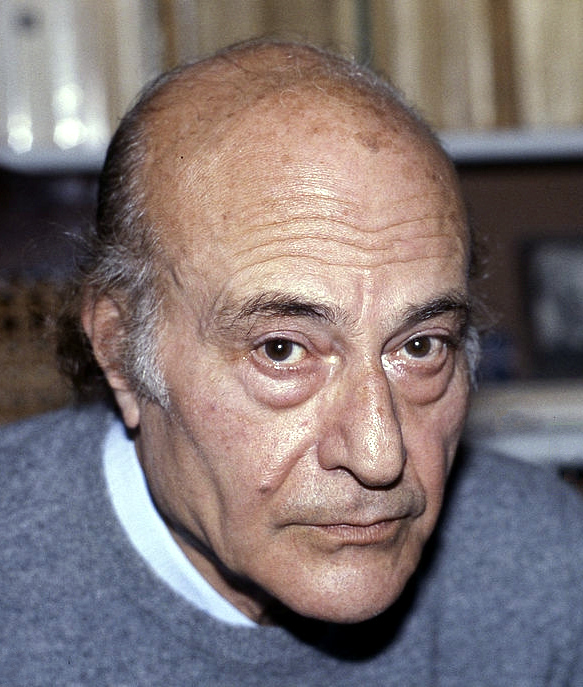
Odysseas Elytis (1974)

In der Prosa löste die Antikriegsliteratur in den 1920er und die urbane Erzählung in den 1930er Jahren die Schilderung des malerisch verbrämten Lebens auf dem Lande ab. Elias Venesis, der an der türkischen Ägäisküste geboren wurde, und der in Konstantinopel geborene Giorgos Theotokas behandeln in ihrer realistischen Antikriegs- und sozialkritischen Prosa das Leid der Flüchtlinge der 1920er und 1930er Jahre. Stratis Myrivilis, der im damals noch osmanischen Lesbos geboren wurde und schon 1914 als Autor hervorgetreten war, wurde der bedeutendste Erzähler der Generation von 1930 („Das Leben im Grabe“ 1924, dt. 1986). Kurzgeschichten, intelligent komponierte Romane und psychologische Dramen schrieben Angelos Terzakis (1907–1960) und Mitsos Karagatsis (1908–1960; eigentlich Dimitris Rodopoulos). Kosmas Politis (1888–1974) beschreibt aus psychoanalytischer Perspektive die Leidenschaften der Jugendlichen. Auch Giorgos Theotokas widmet sich in seinem Roman Argo den Problemen der Jugend. Als linksengagierte Autoren sind der in Ostrumelien geborene Kostas Varnalis sowie Petros Pikros zu nennen.
Zu den großen Lyrikern dieser Generation gehören die Nobelpreisträger von 1963 Giorgos Seferis und Odysseas Elytis (1979) sowie der Lyriker, Dramatiker und Übersetzer Nikos Gatsos, von deren bürgerlichen Elitarismus sich der Lyriker Giannis Ritsos abgrenzte. Der in der chinesischen Diaspora geborene Seemann Nikos Kavvadias verstand sich nicht als Poet, wurde aber durch seine Gedichte populär.

Büste von Giannis Ritsos vor seinem Geburtshaus in Monemvasia. Viele seiner Gedichte wurden von Mikis Theodorakis vertont.

Durch die deutsche Besetzung 1941–1944 und den folgenden Bürgerkrieg wurde diese literarische Entwicklung, durch die Griechenland Anschluss an die internationale Literatur gefunden hatte, brutal unterbrochen. Für den Dichter und Dramatiker Iannis Skarimbas waren die einmarschierenden „Preußen“ „Roboter […] mit Kupferherzen“. Autoren des Widerstands und Vertreter des sozialistischen Realismus wie der populäre Menelaos Loundemis (Loudemis), der den Einmarsch des „Teufelsheeres“ aus der Perspektive von Zigeunern beschreibt, oder Dimitris Chatzis mussten oft lange Zeit im Exil verbringen. Aus bürgerlich-konservativer Sicht wurden die Ereignisse von Lukis Akritas oder Iannis Beratis dargestellt.
Der Kreter Nikos Kazantzakis war der wichtigste Vertreter einer nach 1880 geborenen Generation von ausdrucksstarken und erfolgreichen Erzählern und Romanautoren. Das Pathos seiner Romane (Alexis Sorbas, 1946) fand im Ausland begeisterte Aufnahme.

## Nach 1949: Literarische Aufarbeitung der Kriege, neue politische Wirren und Diktatur
Die Erfahrungen des Weltkriegs, des Widerstands und des Bürgerkriegs, welcher mit großer Grausamkeit geführt wurde, trug zur Polarisierung des gesellschaftlichen und literarischen Lebens in ein rechtes und ein linkes Lager bei. Ein großer Teil der Literatur blieb weiter diesen Themen gewidmet, so auch das Werk von Rodis Kanakaris-Roufos. Stratis Tsirkas veröffentlichte 1961–1965 die Trilogie „Steuerlose Städte“ (Ακυβέρνητες πολιτείες) über die griechischen Exilstreitkräfte in Ägypten und Palästina, die 1944 gegen die griechische (royalistische) und englische Militärführung revoltierten. Mimika Cranaki wurde schon während der Metaxas-Diktatur verhaftet, während des Zweiten Weltkriegs kämpfte sie mit der kommunistischen Resistance gegen die Besatzung. 1945 erhielt sie ein Stipendium der französischen Regierung und emigrierte nach Paris, wo sie durch ihren sehr persönlichen Roman Contre-Temps (1947) und Erzählungen (Tsirko, 1950) bekannt wurde.
Regional konzentrierte sich die literarische Produktion immer stärker auf Athen und Thessaloniki. Im Athen der 1950er und 1960er Jahre wirkte der Romanautor und Theatermanager Tasos Athanasiadis am Nationaltheater. Ebenfalls dort tätig war Pavlos Matesis. Erst mit etwa 50 Jahren veröffentlichte die aus Smyrna stammende, politisch links stehende Dido Sotiriou ihren ersten Roman. An der Peripherie, in Kreta, wirkte die Journalistin Lily Zografou, die sich mit den patriarchalischen Strukturen ihrer Heimat auseinandersetzte. Ihre 24 Romane wurden teils zu Bestsellern und kamen mit großer Verspätung auch nach Deutschland. Dido Sotiriou wurde in Aydin geboren und floh 1922 nach Griechenland. Lebewohl, Anatolien (1962, im Original: „Blutgetränkte Erde“) war einer der meistgelesenen Romane der Nachkriegszeit.
Eine größere Rolle spielte die postsurrealistische Bewegung, der „phantastische Realismus“, mit Vertretern wie dem Lyriker Lefteris Poulios (* 1944).
Während der Militärdiktatur gingen erneut viele Autoren und Künstler ins Exil, darunter der in Thessaloniki aufgewachsene Vasilis Vasilikos, der Autor des von Constantin Costa-Gavras 1969 verfilmten Romans Z. Die Beerdigung Seferis’ im September 1971 wurde zu einer großen Kundgebung gegen die Obristenherrschaft. Petros Makaris’ Kritik an der Diktatur verpackte er in einem in der Türkei spielenden Theaterstück (Die Geschichte des Ali Retzo, 1971) und unterlief damit die Zensur.

## Nach dem Ende der Diktatur 1974
Nach dem Ende der Militärdiktatur wurde nicht nur diese, sondern auch die Kriegs- und Bürgerkriegszeit erneut aufgearbeitet. Zu den nach 1944 Verbannten und auch nach 1967 jahrelang im Exil lebenden Autoren gehörte Aris Alexandrou. Sein einziger Roman Die Kiste (1974, deutsch: München 2001) ist eine kafkaeske Parabel über ein Todeskommando im Bürgerkrieg. Dem sozialistischen Realismus verpflichtet blieb das Werk von Menis Koumandareas.

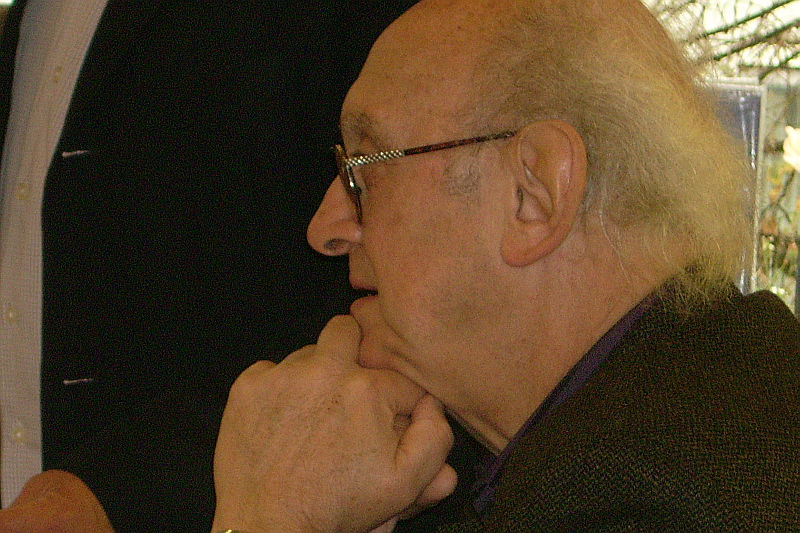
Petros Markaris (2007)

Petros Makaris wurde in den 1990er Jahren auch als Co-Autor der Drehbücher des Regisseurs Theo Angelopoulos (Der schwebende Schritt des Storches, 1991) und als Verfasser erfolgreicher sozialkritischer Kriminalromane und -serien bekannt. Für seine Tätigkeit als Brecht- und Goethe-Übersetzer erhielt er die Goethe-Medaille. Jorgos Maniotis entwickelte sich vom Dramatiker („Gesunder Menschenverstand“, 1979, dt. 1982) zum Prosaautor. Seine Themen sind die Härte und der oberflächliche Patriotismus des Kleinbürgertums und die repressiven Familienstrukturen.
Seit den 1980er Jahren meldeten sich immer mehr Frauen zu Wort, so die anarchistische Dichterin und Schauspielerin Katerina Gogou und die durch den tragischen Liebesroman „Die Frauen von Andros“ auch in Deutschland bekannt gewordene Ioanna Karystiani. Evgenia Fakinou verfasst unter anderem zahlreiche Kinderbücher. Die Historikerin Maro Douka berichtete nach der Militärdiktatur über ihre Hafterlebnisse und verfasste seither etwa ein Dutzend Romane sowie Kurzgeschichten. Zu nennen sind ferner Margarita Karapanou (Η Κασσάνδρα και ο Λύκος, „Kassandra und der Wolf“, Roman 1977) sowie die Lyrikerin Kiki Dimoula. Cranaki verfasste in Frankreich ihren Briefroman Nationalität: Philhellene – Eine Odyssee in vierundzwanzig Briefen (1992), der das Schicksal der Linksintellektuellen im Exil behandelt, die in einer ungastlichen chaotischen Welt herumirren, ohne ihre Heimat je wiederzufinden.

## Seit 2000: Neue soziale Themen und Krisen
Nach 2000 trat eine neue Generation von Lyrikern und Dramatikern auf, zu denen der Lyriker Dimitris P. Kraniotis und der postmoderne Autor Dimitris Lyacos gehören. Seine Poena Damni-Trilogie Trilogie (Z213: Exit, Mit den Menschen von der Brücke, Der erste Tod), ein genreübergreifendes Werk, das über einen Zeitraum von 30 Jahren überarbeitet wurde, ist wohl das am meisten rezensierte Werk der griechischen Literatur und eines der prominentesten Werke postmoderner Literatur, die im neuen Jahrtausend veröffentlicht wurden. In der Prosa dominieren Versuche der Literarisierung der Umgangssprache und von Soziolekten. Thematisch nehmen soziale Probleme und urbane Neurosen, Gewaltdarstellungen, Geschlechterkonflikte, Randgruppen und Subkulturen einen immer größeren Raum ein.

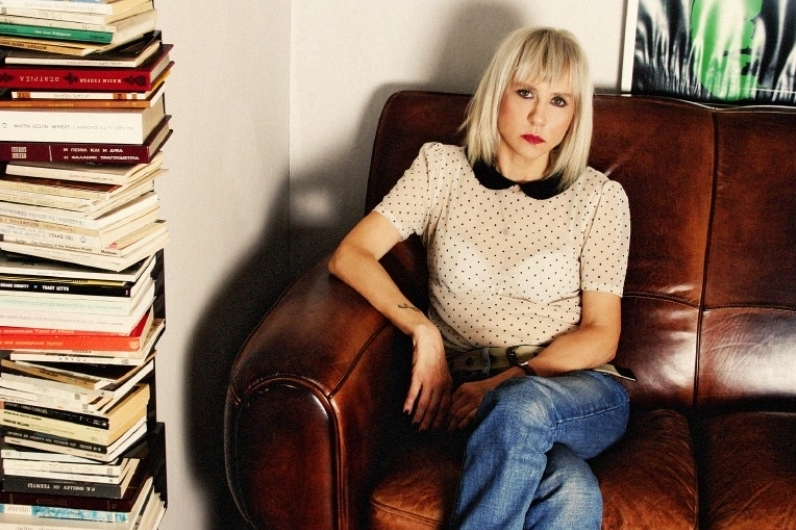
Soti Triantafillou (2013)

Ein internationaler Bestseller wurde Bar Flaubert (2000) von Alexis Stamatis, ein Roman über die Selbstfindung eines jungen Schriftstellers. In viele andere Sprachen übersetzt wurden Romane von Christos Chryssopoulos, darunter Parthenon (dt. 2018), eine Parabel auf das übermächtige kulturelle Erbe, das durch die Bombe eines Terroristen zerstört wird.
Seit der Finanzkrise geriet der griechische Buchmarkt in eine existenzielle Krise und schrumpfte um etwa 50 Prozent. Zahlreiche Verlage und Buchläden mussten daher schließen. Insbesondere schrumpfte der Markt für hochwertige Literatur. Viele griechische Autoren leben heute im Ausland, so Panos Karnezis und (zeitweise) die kosmopolitische Soti Triantafillou. Die Krise wurde aber auch zum Gegenstand aktueller Literatur. Sie spiegelt sich in den Kriminalromanen von Petros Makaris (Faule Kredite, dt. 2012; Lied des Geldes, dt. 2020), dessen Kritik auch die desillusionierte Linke trifft. Der Kriminalroman Das Tuch der Penelope (2015, dt. 2020) von Marlena Politopoulou spielt im Münchner Gastarbeitermilieu der 1960er Jahre, hat aber einen älteren politischen Hintergrund.

## Buchmessen und Literaturpreise
Seit 2003 findet in Thessaloniki in jedem Mai eine internationale Buchmesse mit jeweils einem Gastland und einem Hauptthema sowie einer Kinderbuchmesse statt. Beispielsweise war 2014 der 400. Todestag El Grecos das Thema. Den Literaturpreis der Europäischen Union erhielten 2012 die Nachwuchsautoren Kostas Hatziantoniou (* 1965) für Agrigento, 2014 Makis Tsitas (* 1971) für Gott ist mein Zeuge, 2017 Kallia Papadaki (* 1978), die auch Drehbücher schreibt, für Dendrites, und 2019 Nikos Chryssos (* 1972) für New Day (Καινούργια μέρα, 2018). Staatliche Literaturpreise werden jährlich in verschiedenen Kategorien vergeben.